# أولدنبورغ إن هولشتاين
اولدنبورغ اين هل اشتاين (بالألمانية: Oldenburg in Holstein) هي بلدة ألمانية تقع في ألمانيا في شليسفيغ هولشتاين. يقدر عدد سكانها بـ 9,919 نسمة .

## المدن التوأمة
مدينة برغن آن در روغن هي مدينة توأمة لـاولدنبورغ اين هل اشتاين.

## أعلام
- فيدور فون بوك
- روني ماركوس